# 하치만촌 (이와테현)
하치만촌(八幡村)은 이와테현 히에누키군에 놓여졌던 촌이다.